# Jesús Torres (ciclista)
Jesús Torres (Táchira, 30 de agosto de 1954) es un ex-ciclista profesional venezolano.
Compitió en la Vuelta al Táchira y en los Juegos Olímpicos, además de estar en otras competiciones nacionales.

## Palmarés
1978
- 2º en 4ª etapa Vuelta al Táchira, Mérida  Venezuela

1979
- 1º en 6ª etapa Vuelta al Táchira, Barquisimeto  Venezuela

1980
- 4º en 10.ª etapa Girobio, Capo d'Orlando  Italia
- 20º en Juegos Olímpicos de Moscú 1980, Ruta, Diletantes, Moscú  Unión Soviética
- 8º en Campeonato Panamericano de Ciclismo en Ruta, Valparaíso  Chile

1987
- 1º en Clasificación General Final Tour de Guadalupe  Guadalupe

1988
- 3º en 1ª etapa parte B Vuelta al Táchira, El Pinar  Venezuela

1989
- 2º en Clasificación General Final Tour de Guadalupe  Guadalupe

## Equipos
- 1980  Selección Nacional de Venezuela
- 1988  Lotería del Táchira